# نزل البحيرة (مدينة تونس)
نزل البحيرة (بالفرنسية: Hôtel du Lac)‏ هو فندق قديم يقع في شارع محمد الخامس في تونس العاصمة.

## التاريخ
تم تشييد المبنى من قبل المهندس الإيطالي رافاييلي كونتيجاني في 1973. شكله الهرمي المقلوب يجعله مميز جدا. الشركة العربية الليبية للاستثمارات الخارجية اشترت الفندق، ومنذ 2013، أصبح المبنى مهدد بالهدم. تفجير تونس 2015 وقع مقابل هذا المبنى.

## معرض صور

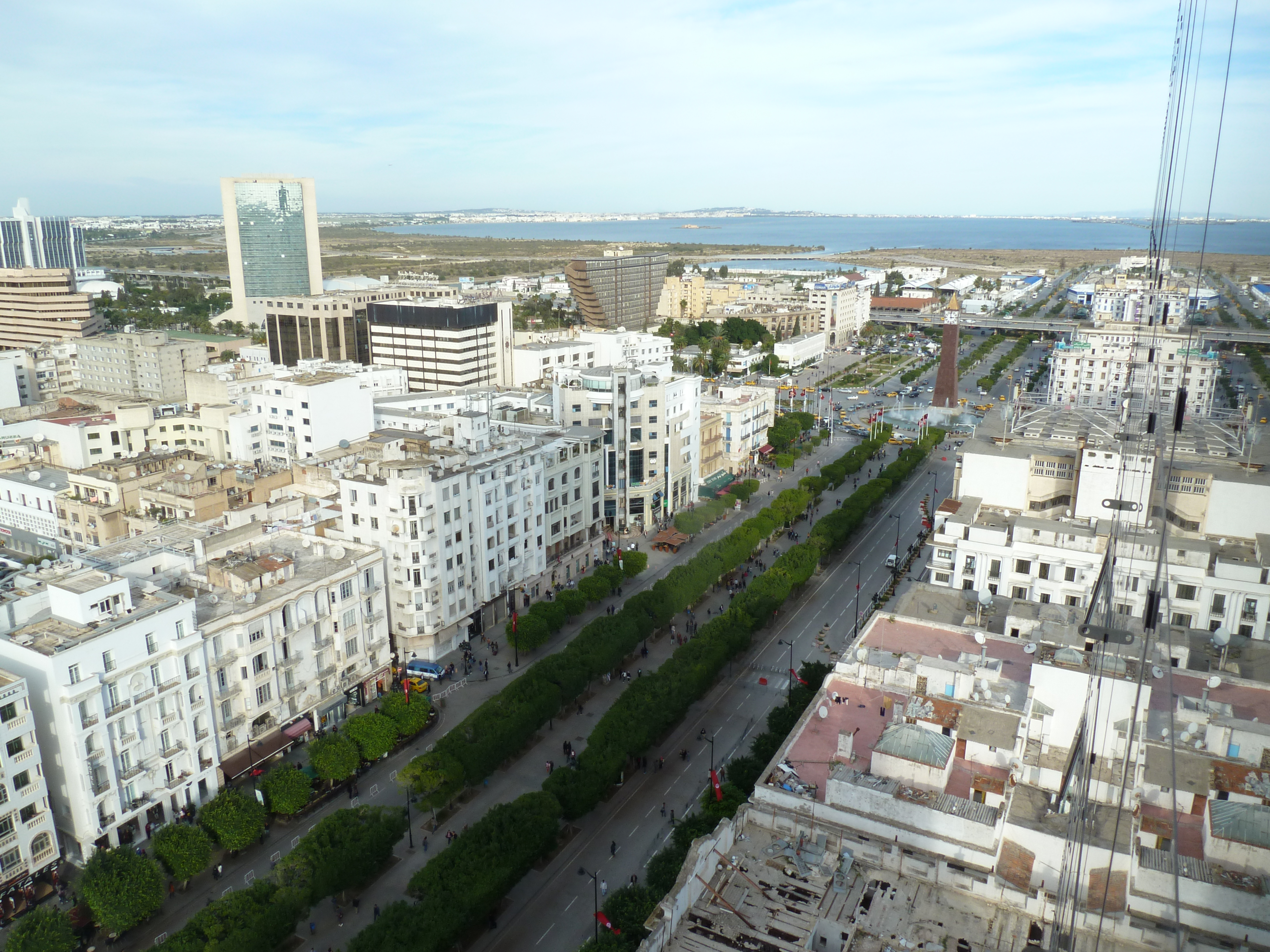
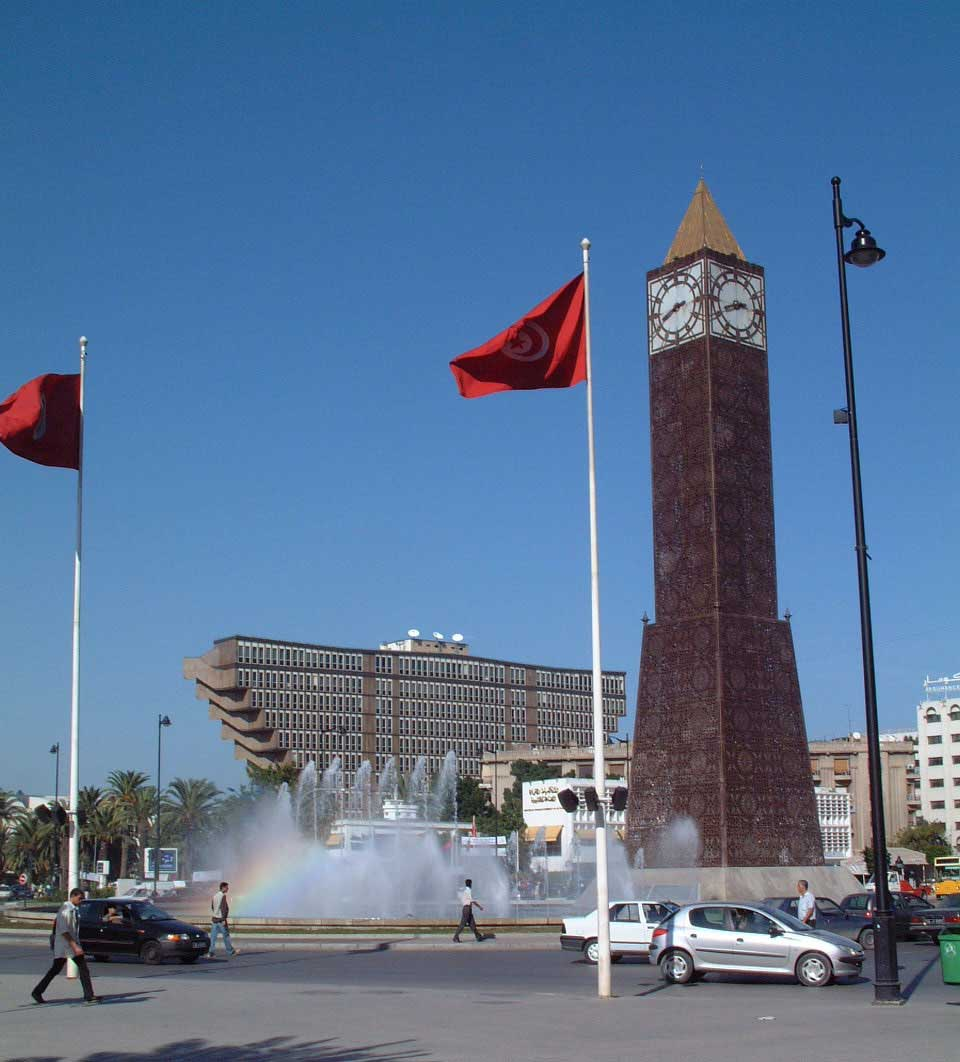
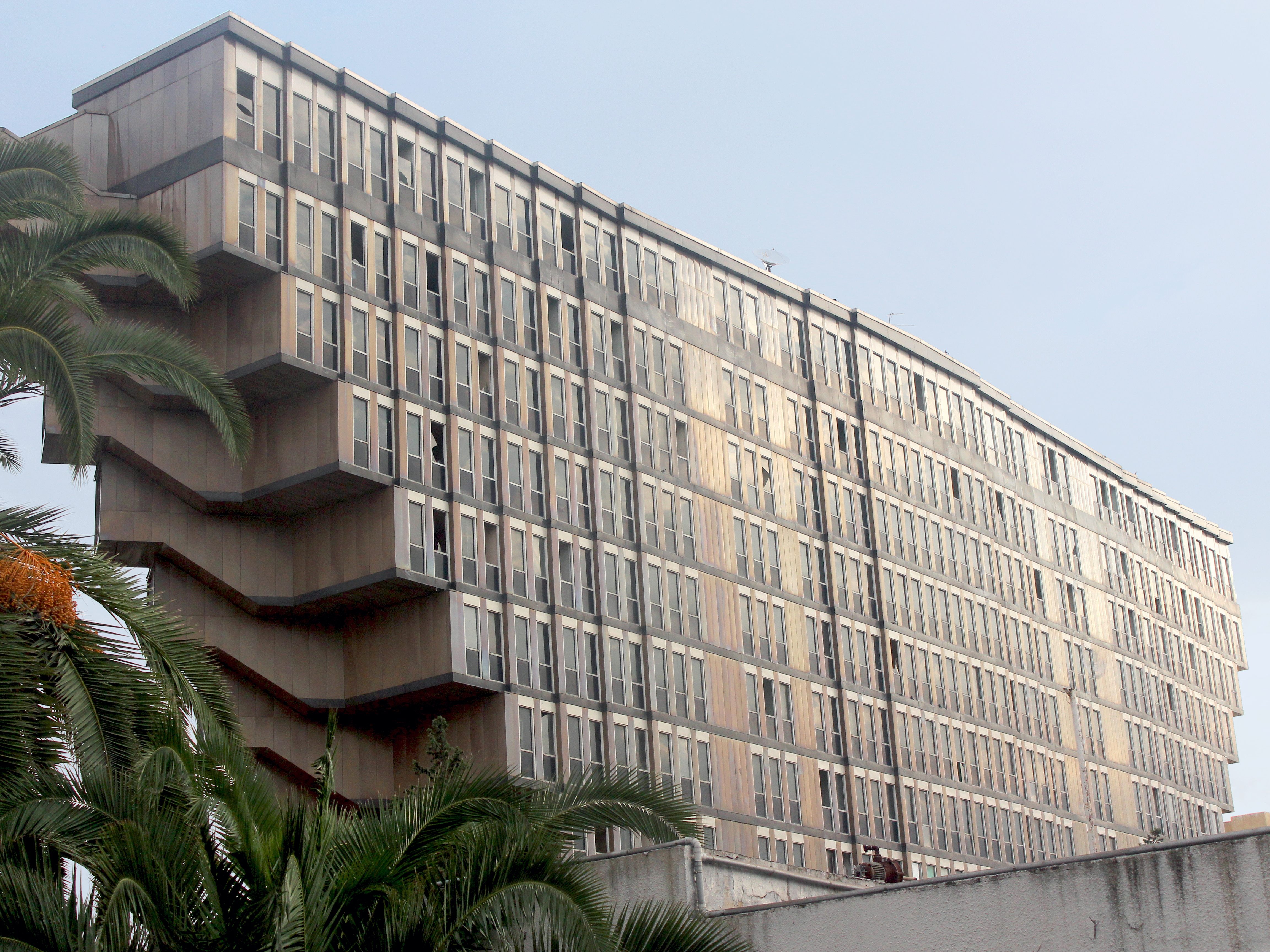

## مقالات ذات صلة
- شارع محمد الخامس (تونس)